# Émile Néron-Bancel
Pour les articles homonymes, voir Néron (homonymie) et Bancel.
Émile Néron-Bancel est un homme politique français né le 23 janvier 1859 à Veracruz (Mexique) et décédé le 8 juin 1931 à Monistrol-sur-Loire (Haute-Loire).

## Biographie
Propriétaire terrien, il est président de la caisse départementale de prévoyance pour la mortalité du bétail et président du comice agricole d'Yssingeaux. Maire de Monistrol-sur-Loire et conseiller général, il est député de la Haute-Loire de 1893 à 1902, siégeant sur les bancs des Républicains progressistes. Il est secrétaire de la Chambre en 1897.

## Sources
- « Émile Néron-Bancel », dans le Dictionnaire des parlementaires français (1889-1940), sous la direction de Jean Jolly, PUF, 1960 [détail de l’édition]